# Championnat du monde masculin de handball 1954
Navigation
Allemagne de l'Ouest 1938 Allemagne de l'Ouest de l’Est 1958
Le Championnat du monde masculin de handball 1954 est la 2e édition du Championnat du monde masculin de handball qui a lieu du 13 au 17 janvier 1954 en Suède, soit 16 ans après la première édition en 1938.
Si le handball à onze en plein air était encore plus populaire en Europe centrale dans les années 1950, sa version à sept joueurs en salle prévalait de plus en plus en Scandinavie. Il était donc presque logique que la Suède, vice-championne du monde en plein air en 1952, ait non seulement accueilli mais aussi gagné ce tournoi. Les Ouest-Allemands ont gagné leurs matchs du tour préliminaire contre la Suisse et la France, tandis que la Suède a vaincu le Danemark et la Tchécoslovaquie. En finale, l'hôte suédois écarte les Allemands 17 à 14 tandis que la Tchécoslovaquie remporte le bronze.

## Modalités
Seulement six équipes participent à la compétition : la Suède en tant que pays hôte et cinq pays issus des qualifications. Toutes les équipes engagées sont européennes.
Les six équipes sont réparties en deux groupes de trois. Les vainqueurs des groupes disputent finale, les équipes à la deuxième place jouent le match pour la troisième place et les équipes à la troisième place pour la cinquième place.
Le temps de jeu était de 2 mi-temps de 25 minutes (courant actuellement 2 x 30 minutes).

## Qualifications
La Suède est directement qualifiée en tant que pays hôte de la compétition.
Les dix autres nations engagées s'affrontent deux à deux lors d'un match unique disputé chez le premier nommé :
| 28 novembre 1953 | Allemagne de l'Ouest | 27 – 10 | Finlande | Neumünster Arbitrage : Carl Kling |
| 28 novembre 1953 | Otto Maychrzak 8     | (7 – 6) |          | Neumünster Arbitrage : Carl Kling |
| 28 novembre 1953 | sport-record.de      |         |          | Neumünster Arbitrage : Carl Kling |

| 7 décembre 1953 | Tchécoslovaquie   | 13 – 8 | Hongrie | Prague Arbitrage : Alfred Schwab |
| 7 décembre 1953 | (9 – 3)           |        |         | Prague Arbitrage : Alfred Schwab |
| 7 décembre 1953 | kezitortenelem.hu |        |         | Prague Arbitrage : Alfred Schwab |

| 9 décembre 1953 | Norvège                       | 11 – 26  | Danemark        | Bygdøhus, Oslo Arbitrage : Blomqvist |
| 9 décembre 1953 | Agnar Hagen 3                 | (6 – 15) | Per Theilmann 7 | Bygdøhus, Oslo Arbitrage : Blomqvist |
| 9 décembre 1953 | handball.no danskhaandbold.dk |          |                 | Bygdøhus, Oslo Arbitrage : Blomqvist |

| 12 décembre 1953 | Suisse               | 15 – 11 | Autriche       | Olmahalle, Saint-Gall Affluence : 3 500 Arbitrage : Jung |
| 12 décembre 1953 | Kurt Hartmann 4      | (7 – 7) | Steffelbauer 6 | Olmahalle, Saint-Gall Affluence : 3 500 Arbitrage : Jung |
| 12 décembre 1953 | Der Bund handball.ch |         |                | Olmahalle, Saint-Gall Affluence : 3 500 Arbitrage : Jung |

| 13 décembre 1953 | France                   | 23 – 11 | Espagne | Nantes Affluence : 4 000 Arbitrage : M. Maurer |
| 13 décembre 1953 | Marcel Gaudion 7         | (9 – 3) | Suzi 4  | Nantes Affluence : 4 000 Arbitrage : M. Maurer |
| 13 décembre 1953 | Mundo Deportivo L'Équipe |         |         | Nantes Affluence : 4 000 Arbitrage : M. Maurer |

- France : Marcel Gaudion (7), Goupy (5), Quaglia (3), Maurice Chastanier (3), Grenier (2), Pichot (1), Claude Sagna (1), Imberty (1)
- Espagne : Susi (4), Ferrer (2), Zurdo (2), Parcenas (1), Franquesa (1), Al Cantara (1).

## Tour préliminaire
Les premiers de chaque groupe sont qualifiés pour la finale. Les deux seconds se disputent la médaille de bronze et les deux derniers jouent le match pour la 5e place.

### Groupe A
|   | Équipe          | Pts | J | G | N | P | Bp | Bc | Diff |
| - | --------------- | --- | - | - | - | - | -- | -- | ---- |
| 1 | Suède           | 4   | 2 | 2 | 0 | 0 | 39 | 22 | 17   |
| 2 | Tchécoslovaquie | 2   | 2 | 1 | 0 | 1 | 32 | 36 | -4   |
| 3 | Danemark        | 0   | 2 | 0 | 0 | 2 | 21 | 34 | -13  |

| Suède 16 – 8 Danemark Tchécoslovaquie 18 – 13 Danemark Suède 23 – 14 Tchécoslovaquie |

### Groupe B
|   | Équipe               | Pts | J | G | N | P | Bp | Bc | Diff |
| - | -------------------- | --- | - | - | - | - | -- | -- | ---- |
| 1 | Allemagne de l'Ouest | 4   | 2 | 2 | 0 | 0 | 47 | 13 | 34   |
| 2 | Suisse               | 1   | 2 | 0 | 1 | 1 | 20 | 31 | -11  |
| 3 | France               | 1   | 2 | 0 | 1 | 1 | 15 | 38 | -23  |

| Allemagne de l'Ouest 27 – 4 France France 11 – 11 Suisse Allemagne de l'Ouest 20 – 9 Suisse |

## Finales

### Match pour la5eplace
| 16 janvier 1954 | Danemark          | 23 – 11 | France          | Växjö |
| 16 janvier 1954 | Per Theilmann 10  | (9 – 3) | Michel Pichot 4 | Växjö |
| 16 janvier 1954 | danskhaandbold.dk |         |                 | Växjö |

- Danemark[10] : Kai Orla Jensen 0, Jørgen Jørgensen 0, Poul Winge 3, Steen Petersen 0, Poul Andersen 0, Jacques Devantier 1, Svend Aage Madsen 4, Kaj Okholm 2, Per Theilmann 10, Aage Holm-Pedersen 3.
- France[1],[11] : Michel Pichot 4, Jean Goupy 3, Maurice Chastanier 2, Bernard Santona 1, Marcel Gaudion 1 ou 0, Jean Lasnier 0 ou 1, Raymond Quaglia 0...

### Match pour la3eplace
| 17 janvier 1954 | Tchécoslovaquie    | 24 – 11  | Suisse            | Frölundaborg, Göteborg Affluence : 5 500 |
| 17 janvier 1954 | Korbel et Čermák 5 | (13 – 3) | H. Bertschinger 3 | Frölundaborg, Göteborg Affluence : 5 500 |

- Tchécoslovaquie[12],[13] : Vladimír Nykl (GB), Jiří Klemm 2, Zdeněk Pešl (cs) 0, Miloš Bačák 1, Dušan Růža (cs) 2, Josef Trojan 4, Oldřich Spáčil (cs) 2, Jiří Korbel 5, Karel Čermák 5, Bedřich König (cs) 3.
- Suisse[12],[14] : Karl Masiero (GB), Ernst Dubs 0, Otto Schwarz 1, Jenny Walter 2, Fritz Riess 0, Hansjakob Bertschinger 3, Roger Buschor 2, Hugo Baumgartner 1, Romeo Brianza 0, Walter Strohmeier 0.

### Finale
| 17 janvier 1954 | Suède                   | 17 – 14 | Allemagne de l'Ouest | Mässhallen, Göteborg Affluence : 5 000 à 5 500 Arbitrage : Gunnar Ausen |
| 17 janvier 1954 | Rolf Almqvist 5         | (8 – 5) | 3 joueurs 3          | Mässhallen, Göteborg Affluence : 5 000 à 5 500 Arbitrage : Gunnar Ausen |
| 17 janvier 1954 | L'Équipe bundesligainfo |         |                      | Mässhallen, Göteborg Affluence : 5 000 à 5 500 Arbitrage : Gunnar Ausen |

- Suède[16] : Gunnar Brusberg (GB), Rolf Almqvist 5, Sten Åkerstedt 3, Rune Lindqvist 3, Carl-Erik Stockenberg 3, Per-Olof Larsson 1, Hans Olsson 1, Åke Moberg 1, Rolf Zachrisson 0, Kjell Jönsson 0.
- Allemagne de l'Ouest : Fredy Pankonin (de) (GB), Otto Maychrzak 3, Karl Hebel 3, Horst Käsler 2 ou 3, Adolf Giele 2, Herbert Podolske 2 ou 1, Markus Bernhard 1, Heinrich Dahlinger 1, Wolfgang Schütze 0, Werner Vick 0. À noter que Bernhard Kempa ne participe pas à la finale.

## Classement final
| Rang                      | Équipe               | J | G | N | P | Bp | Bc | Diff |
| ------------------------- | -------------------- | - | - | - | - | -- | -- | ---- |
| Médaille d'or, monde      | Suède                | 3 | 3 | 0 | 0 | 56 | 36 | +20  |
| Médaille d'argent, monde  | Allemagne de l'Ouest | 3 | 2 | 0 | 1 | 61 | 30 | +31  |
| Médaille de bronze, monde | Tchécoslovaquie      | 3 | 2 | 0 | 1 | 56 | 47 | + 9  |
| 4                         | Suisse               | 3 | 0 | 1 | 2 | 31 | 55 | −24  |
| 5                         | Danemark             | 3 | 1 | 0 | 2 | 44 | 45 | − 1  |
| 6                         | France               | 3 | 0 | 1 | 2 | 26 | 61 | −35  |

## Statistiques et récompenses
Les meilleurs buteurs sont
,, :
| Rang | Joueurs                 | Équipe               | Buts |
| ---- | ----------------------- | -------------------- | ---- |
| 1    | Otto Maychrzak          | Allemagne de l'Ouest | 16   |
| 2    | Per Theilmann           | Danemark             | 15   |
| 3    | Hans-Jacob Bertschinger | Suisse               | 12,  |

## Effectif des équipes sur le podium
Remarque : pour chaque joueur est indiqué le club, le nombre de matchs joués et le nombre de buts marqués.

### Champion du monde:Suède
L'effectif de la Suède, championne du monde, est,, :
- Gunnar Brusberg (sv) (GB, IK Heim, 2 match, 0 but)
- Roland Mattsson (sv) (GB, Örebro SK, 1 m., 0 b.)
- Rolf Almqvist (sv) (IFK Karlskrona, 2 m., 9 b.)
- Kjell Jönsson (sv) (AIK, 3 m., 5 b.)
- Per-Olof Larsson (sv) (IK Heim, 3 m., 6 b.)
- Rune Lindkvist (sv) (Örebro SK, 3 m., 8 b.)
- Åke Moberg (sv) (IFK Kristianstad, 3 m., 6 b.)
- Hans Olsson (sv) (Redbergslids IK, 3 m., 4 b.)
- Bertil Rönndahl (sv) (IK Heim, 1 m., 0 b.)
- Ewerth Sjunnesson (sv) (IFK Kristianstad, 1 m., 1 b.)
- Carl-Erik Stockenberg (sv) (IFK Kristianstad, 3 m., 10 b.)
- Rolf Zachrisson (sv) (IK Heim, 2 m., 0 b.)
- Sten Åkerstedt (sv) (Redbergslids IK, 3 m., 7 b.)

Sélectionneur
- Curt Wadmark

### Vice-champion du monde:Allemagne de l'Ouest
L'effectif de l'Allemagne de l'Ouest, vice-championne du monde, est,, :
- Harry Kamm (GB, Polizei SV Berlin, 1 match, 0 but)
- Fredy Pankonin (de) (GB, Reinickendorfer Füchse, 2 m., 0 b.)
- Markus Bernhard (de) (Bayern Munich, 3 m., 4 b.)
- Heinrich Dahlinger (THW Kiel, 3 m., 6 b.)
- Adolf Giele (de) (SC Victoria Hambourg, 2 m., 4 b.)
- Karl Hebel (de) (Police de Hambourg, 2 m., 5 b.)
- Horst Käsler (de) (Berliner SV 1892, 3 m., 10 b.)
- Bernhard Kempa (Frisch Auf Göppingen, 2 m., 5 b.)
- Otto Maychrzak (de) (Police de Hambourg, 3 m., 16 b.)
- Herbert Podolske (de) (THW Kiel, 3 m., 4 b.)
- Wolfgang Schütze (Berliner SV 1892, 2 m., 3 b.)
- Hinrich Schwenker (de) (ATSV Habenhausen, 1 m., 0 b.)
- Werner Vick (de) (Polizei SV Berlin, 3 m., 4 b.)

Sélectionneur
- Fritz Fromm

### Troisième place:Tchécoslovaquie
L'effectif de la Tchécoslovaquie, médaillée de bronze, est :
- Jiří Vícha (cs) (GB, UDA Prague, 1 match, 0 but)
- Vladimír Nykl (GB, Spartak Plzeň, 2 m., 0 b.)
- Karel Čermák (UDA Prague, 3 m., 4 b.)
- Jiří Klemm (UDA Prague, 3 m., 6 b.)
- Bedřich König (cs) (UDA Prague, 2 m., 4 b.)
- Dušan Růža (cs) (UDA Prague, 2 m., 5 b.)
- Oldřich Spáčil (cs) (UDA Prague, 3 m., 10 b.)
- Josef Trojan (UDA Prague, 2 m., 5 b.)
- Jiří Korbel (club inconnu, 3 m., ? b.)
- Miloš Bačák (club inconnu, 3 m., 4 b.)
- Zdeněk Pešl (cs) (Spartak Pilsen, 2 m., 3 b.)
- Miroslav Baumruk (club inconnu, 1 m., 0 b.)
- Alois Navrátil (club inconnu, 3 m., 4 b.)

Sélectionneur
- Jan Voreth

### Sixième place:France
L'effectif de l'équipe de France, sixième et dernière, est :
- Jacques Pluen (FC Sochaux)
- Jean Robart (AS Police Paris)
- Claude Sagna (AS Police Paris)
- Michel Pichot (AS Police Paris)
- Félix Gaonac'h (AS Police Paris)
- Marcel Gaudion (Villemomble Sports)
- Maurice Chastanier (Villemomble Sports)
- Jean Lasnier (CSL Dijon)
- Bernard Santona (CSL Dijon)
- Pierre Imberty (Paris UC)
- Jean Goupy (Paris UC)
- Raymond Quaglia (Cheminots Paris)
- Pierre Grenier (Cheminots Paris)

Sélectionneurs
- René Ricard
- Raymond Hoinant